# El lápiz del carpintero (novela)
El lápiz del carpintero (en gallego: O lapis do carpinteiro) es una novela del escritor gallego Manuel Rivas publicada en 1998.
Narra la historia de amor en tiempos de guerra entre dos personajes: Marisa Mallo, hija de una familia de derechas, y el médico republicano Daniel da Barca, preso en la cárcel de Santiago de Compostela.
La novela contó pronto con traducción al castellano, que publicó Alfaguara, mientras que la película fue estrenada en 2003.
Ganó el Premio de la Crítica Española, el Premio de la Asociación de Escritores en Lengua Gallega y el Premio Arzobispo Juan de San Clemente, los tres en 1998; y el Premio 50 aniversario de la sección belga de Amnistía Internacional, en 2001.